# Ruth Park

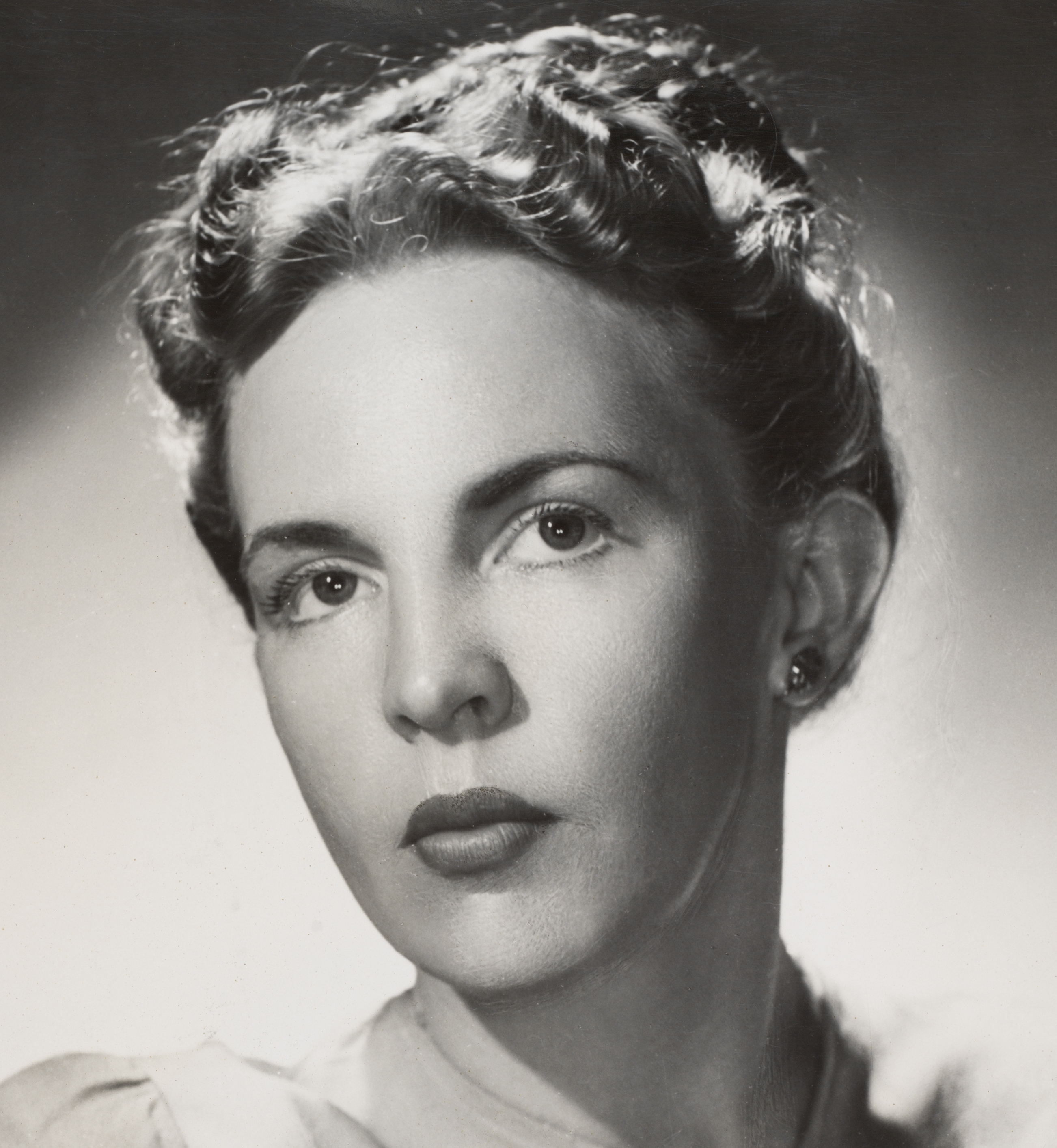
Ruth Park (vor 1947)

Rosina Ruth Park (* 24. August 1917 in Auckland, Neuseeland; † 14. Dezember 2010 in Sydney, Australien) war eine neuseeländisch-australische Schriftstellerin.

## Leben
Ruth Park wurde am 24. August 1917 in Auckland geboren und verbrachte, nachdem ihre Familie nach Northland gezogen war, die ersten sieben Jahre ihres Lebens in Zelt-Camps für Straßenbauarbeiter, da ihr Vater im nördlichen Teil von Neuseeland sein Geld im Straßen- und Brückenbau verdiente. Ihr Vater hatte die Gabe Geschichten zu erzählen, was sie als Kind inspirierte und ihre Fantasie anregte. Mit acht Jahren ging sie zur Schule und fing an Geschichten zu schreiben. Mit elf Jahren wurde ihre erste Geschichte veröffentlicht. Einen Großteil ihrer Schulzeit bis zum Ende ihres Universitätsstudiums verbrachte sie in Auckland und fing während dieser Zeit an, Gedichte, Geschichten und Artikel für The Auckland Star zu schreiben. Für die Kinderseiten der Zeitung schrieb sie unter dem Pseudonym Wendy.
1941 bekam sie ein Jobangebot vom San Francisco Examiner aus Kalifornien, doch drei Tage bevor sie in die Vereinigten Staaten reisen wollte, griff das japanische Militär im Dezember 1941 Pearl Harbor an und der Krieg machte ihre Reise zunichte. Stattdessen unterschrieb sie einen Vertrag beim Sydney Morning Herald und trat ihren Job 1942 in Sydney an.
Dort traf sie den Journalisten D’Arcy Niland, den sie schon von früheren Briefwechseln her kannte, und heiratete ihn im Jahr 1942. Das Paar lebte eine Zeit lang in den Surry Hills, den Slums von Sydney, und verdiente sich etwas Geld mit Arbeiten für Zeitungen, Zeitschriften und für das Radio.
Im Oktober 1945 gab der Sydney Morning Herald bekannt, dass er mit rund 30.000 Pfund die Kunst und Literatur im Lande fördern wolle und schrieb einen Wettbewerb aus, in dem auch ein Preis über 2000 Pfund für den besten Roman enthalten war. Nachdem Park ihren Mann zunächst gedrängt hatte daran teilzunehmen, bewarb sie sich schließlich selbst für den Preis und gewann im Dezember 1946 mit dem Roman The Harp in the South (Die Harfe im Süden), der von einer kämpfenden irisch-australischen Familie in den Surry Hills handelte, unter 175 Einsendungen die dotierte Auszeichnung. Daraufhin wurde The Harp in the South ab dem 4. Januar 1947 in zwölf Teilen in The Sydney Morning Herald veröffentlicht, und 1948 gab sie den Roman in Buchform heraus. Inspiriert von den Slums von Surry Hills, in denen sie nach ihrer Heirat mit D’Arcy Niland gelebt hatte, verschaffte der Roman den beiden Schriftstellern die dringend benötigte finanzielle Grundlage und die Anerkennung, die zu ihrem dauerhaften Erfolg führen sollte.
Es folgten zahlreiche Romane für Erwachsene, Kinderbücher und ein paar Kurzgeschichten und Theaterstücke. Des Weiteren schrieb sie mehr als 5000 Radioskripte für Erwachsene und Kinder und schrieb weiterhin regelmäßig Beiträge für Zeitschriften und Zeitungen.
1967 verstarb ihr Ehemann D’Arcy Niland, mit dem sie fünf Kinder hatte. Danach verbrachte sie einige Zeit in London und lebte von 1974 bis 1981 auf Norfolk Island, von wo aus sie auch schneller Auckland erreichen konnte, wo ihre älter werdende Mutter noch lebte. Auch bereiste sie für einige ihrer Arbeiten Norwegen, Japan und Ägypten.
Ruth Park gewann mit ihren Büchern zahlreiche Preise und wurde unter anderem in den Jahren
- 1977 für Swords and Crowns and Rings mit dem Miles Franklin Award ausgezeichnet,
- 1987 zum Member of the Order of Australia (AM) ernannt,
- 1993 mit dem Lloyd O'Neil Magpie Award der australischen Buchindustrie ausgezeichnet und
- 1994 zum Honorary Doctor of Letters der University of New South Wales ernannt.[7]

Ruth Park starb am 14. Dezember 2010 im Alter von 93 Jahren in Sydney.

## Werke

### Bücher für Erwachsene
- The Harp in the South. Angus & Robertson, Sydney 1948 (englisch).
- Poor Man's Orange. Angus & Robertson, Sydney 1949 (englisch).
- The Witch's Thorn. Angus & Robertson, Sydney 1951 (englisch).
- A Power of Roses. Michael Joseph, London 1953 (englisch).
- Serpent's Delight. Michael Joseph, London 1953 (englisch).
- Pink Flannel. Angus & Robertson, Sydney 1955 (englisch).
- Der Goldene Bumerang. Carl Schünemann Verlag, Bremen 1956.
- The Drums Go Bang! Angus & Robertson, Sydney 1956 (englisch, zusammen mit D'Arcy Niland).
- One-A-Pecker, Two-A-Pecker. Angus & Robertson, Sydney 1957 (englisch).
- The Companion Guide to Sydney. Collins, Sydney 1973 (englisch).
- Swords and Crowns and Rings. Thomas Nelson, Melbourne 1977 (englisch).
- Norfolk Island and Lord Howe Island. Serendip, Sydney 1982 (englisch).
- The Sydney We Love. Thomas Nelson, Melbourne 1983 (englisch).
- Missus. Thomas Nelson, Melbourne 1985 (englisch).
- The Tasmania We Love. Thomas Nelson, Melbourne 1987 (englisch).
- Ruth Park's Harp in the South Novels. Penguin, Ringwood, Victoria 1987 (englisch).
- A Fence around the Cuckoo. Viking, Ringwood, Victoria 1992 (englisch).
- Fishing in the Styx. Viking, Ringwood, Victoria 1993 (englisch).
- Home Before Dark. The Story: of Les Darcy, a Great Australian Hero. Viking, Ringwood, Victoria 1995 (englisch, zusammen mit Rafe Champio).[8]

### Short Stories
- 'The Exile' in Coast to Coast. Australian Stories 1944. Angus & Robertson, Sydney 1945 (englisch).
- 'The Travellers' in Australia. National Journal, 1947 (englisch).
- 'The House to Themselves'. Two Centuries of Australian Women's Fiction. Collins Australia, Sydney 1988 (englisch).[8]

### Kinderbücher
- The Hole in the Hill. Ure Smith, Sydney 1961 (englisch).
- The Ship's Cat. Macmillan, London 1961 (englisch).
- The Road under the Sea. Ure Smith, Sydney 1962 (englisch).
- Airlift for Grandee. St Martin's Press, New York 1962 (englisch).
- The Road to Christmas. Macmillan, London 1962 (englisch).
- Uncle Matt's Mountain. Macmillan, London 1962 (englisch).
- The Shaky Island. Constable, London 1962 (englisch).
- The Sixpenny Island. Ure Smith, Sydney 1968 (englisch).
- Nuki and the Sea Serpent. A Maori Legend. Longmans Young Books, London 1969 (englisch).
- The Runaway Rus. Hodder & Stoughton, Sydney 1969 (englisch).
- Callie's Castle. Angus & Robertson, Sydney 1974 (englisch).
- The Gigantic Balloon. Collins, Sydney 1975 (englisch).
- Merchant Campbell. Collins, Sydney 1976 (englisch).
- Roger Randy. Rigby, Adelaide 1977 (englisch).
- Come Danger, Come Darkness. Hodder & Stoughton, Sydney 1978 (englisch).
- Playing Beatie Bow. Thomas Nelson, Melbourne 1980 (englisch, auch in deutscher Sprache erschienen).
- When the Wind Changed. Collins, Sydney 1980 (englisch).
- The Big Brass Key. Hodder & Stoughton, Rydalmere, NSW 1983 (englisch).
- My Sister Sif. Viking Kestrel, Ringwood, Victoria 1986 (englisch).
- Callie's Family. Angus & Robertson, Sydney 1988 (englisch).
- The Puffin Harp in the South. Penguin, Ringwood, Victoria 1988 (englisch).
- Things in Corners. short stories. Penguin, Ringwood, Victoria 1989 (englisch).
- James. Penguin, Ringwood, Victoria 1991 (englisch).[8]

### The Muddle-Headed Wombat (Serie)
- The Muddle-Headed Wombat. Educational Press, Sydney 1962 (englisch).
- The Muddle-Headed Wombat on Holiday. Educational Press, Sydney 1964 (englisch).
- The Muddle-Headed Wombat in the Treetops. Educational Press, Sydney 1965 (englisch).
- The Muddle-Headed Wombat at School. Educational Press, Sydney 1966 (englisch).
- The Muddle-Headed Wombat in the Snow. Educational Press, Sydney 1966 (englisch).
- The Muddle-Headed Wombat on a Rainy Day. Educational Press, Sydney 1969 (englisch).
- The Muddle Headed Wombat in the Springtime. Educational Press, Sydney 1970 (englisch).
- The Muddle-Headed Wombat on the River. Educational Press, Sydney 1970 (englisch).
- The Muddle-Headed Wombat and the Bush Band. Angus & Robertson, Sydney 1973 (englisch).
- The Muddle-Headed Wombat and the Invention. Angus & Robertson, Sydney 1975 (englisch).
- The Muddle-Headed Wombat on Clean-Up Day. Angus & Robertson, Sydney 1976 (englisch).
- The Adventures of the Muddle-Headed Wombat. Angus & Robertson, Sydney 1979 (englisch).
- More Adventures of the Muddle-Headed Wombat. Angus & Robertson, Sydney 1980 (englisch).
- The Muddle-Headed Wombat is Very Bad. Angus & Robertson, Sydney 1981 (englisch).
- The Muddle-Headed Wombat Stays at Home. Angus & Robertson, Sydney 1982 (englisch).[8]

### Theaterstücke
- The Harp in the South. Yackandandah Playscripts, Montmorency, Victoria 1987 (englisch, erstmals 1949 im Independent Theatre, North Sydney aufgeführt).
- The Uninvited Guest. Angus & Robertson, Sydney 1948 (englisch).[8]